# Jantar
Jantar (russisch Янтарь, zu Deutsch Bernstein) ist die auf dem Gebiet der Oblast Kaliningrad in Russland errichtete Sonderwirtschaftszone.
1991 verlor Kaliningrad durch die Unabhängigkeit Litauens den territorialen Zusammenhang mit dem russischen Mutterland. Politiker schlugen daher die Schaffung einer Sonderwirtschaftszone vor. Sie wurde per Dekret von Boris Jelzin errichtet, um der Exklave bessere wirtschaftliche Entwicklungsperspektiven zu geben. Jedoch wurden ihr kurz nach der Gründung, ebenfalls von Boris Jelzin, fast sämtliche Kompetenzen wieder entzogen, da die damalige Moskauer Regierung Separatismus befürchtete. Auf Grund dieser Politik verlief die Entwicklung der Sonderwirtschaftszone bisher eher erfolglos. Einzig die Uhrenindustrie konnte sich bislang zu einiger Bedeutung entwickeln.